# Tanintharyi
Tanintharyi ou Taninthayi (amplamente conhecidos durante a ocupação britânica assim como Tenasserim) é uma pequena cidade em Taninthayi Township, distrito de Myeik, na região de Tanintharyi, no sudoeste da Birmânia (Myanmar). É a sede administrativa do município. A cidade está localizada às margens do rio Grande Tenasserim, que atualmente desemboca no mar, em Myeik. A cidade está localizada na confluência desse rio e um afluente conhecido como Pequeno Tenasserim, que corre para o sul.
A cidade está construída sobre uma encosta no local de uma antiga cidade que, durante centenas de anos, serviu como o principal porto do Sião. A etnia birmanes (birmaneses) (com os subgrupos dawei e myeik) constitui a maioria da comunidade. As pessoas das montanhas, que não são budistas, são mais numerosas aqui. A maioria da população fala o dialeto tavoyan.

## Etimologia
O nome da cidade varia, muitas vezes com base na nacionalidade do viajante. Estas variações incluem: Tdnaosi ou Tannaw (siamês); Tanalish ou Tdnasari (malaio); Tenanthari, Tanncthaice, Ta-nen-tkd-ri, e Tanang-sci (birmanês); e Ta-na-ssu-li-sen (chinês). Outras fontes se referem a ela como: Thenasserim, Tenáscri, Tciiaçar, Tanater, Tarnassari, Tenazar, Tannzzari, Tanaçari, Tanaçary, Tanaçarim, Taunararin, Tanaçarij, Tcnaiarij, Tanacarim, Tanassarim, Tenassarim, Tenasari, Tanussarin, Tenascri, Dahnnsari, Tanaseri, Tenauri, Tanasserin, Tananarino, Tenassarim, Tenassere, Tanararij, Tanassaria, Tonazarin, e Denouservn.

## História
Importância da cidade como um parceiro comercial deve-se ao fato de ter servido como ponto de partida na costa ocidental do Sião, para a rota por terra até a capital, Ayuthia. Além disso, era um porto no qual embarcações menores podiam descarregar suas cargas, e assim evitar circunavegar em torno da península. As relações comerciais eram fortes com o Sião, que também controlava esse território e recebia tributos da Birmânia. O comércio era feito com eles por meio de Dawei e Myeik ao longo das montanhosas faixas leste de Myanmar.
A cidade gozava de uma reputação para o comércio com as nações europeias desde o século XVII. Em 1759, o conquistador birmanês Aloung-bhura (Moung-oung-zaya) invadiu a cidade. Ele a saqueou no ano seguinte e posteriormente causou-lhe danos em 1765. Em 1767, ela foi destruída por Ayuthia, e no ataque à cidade, o porto de Mergui ficou comercialmente arruinado.
A dinastia Toungoo, que governou esta área no século XVI, a perdeu para os britânicos durante as três guerras travadas entre 1824 e 1885; Rakhine e Thainthreyi estiveram sob o domínio britânico até que, posteriormente, a dinastia birmanesa foi restabelecida.

## Geografia

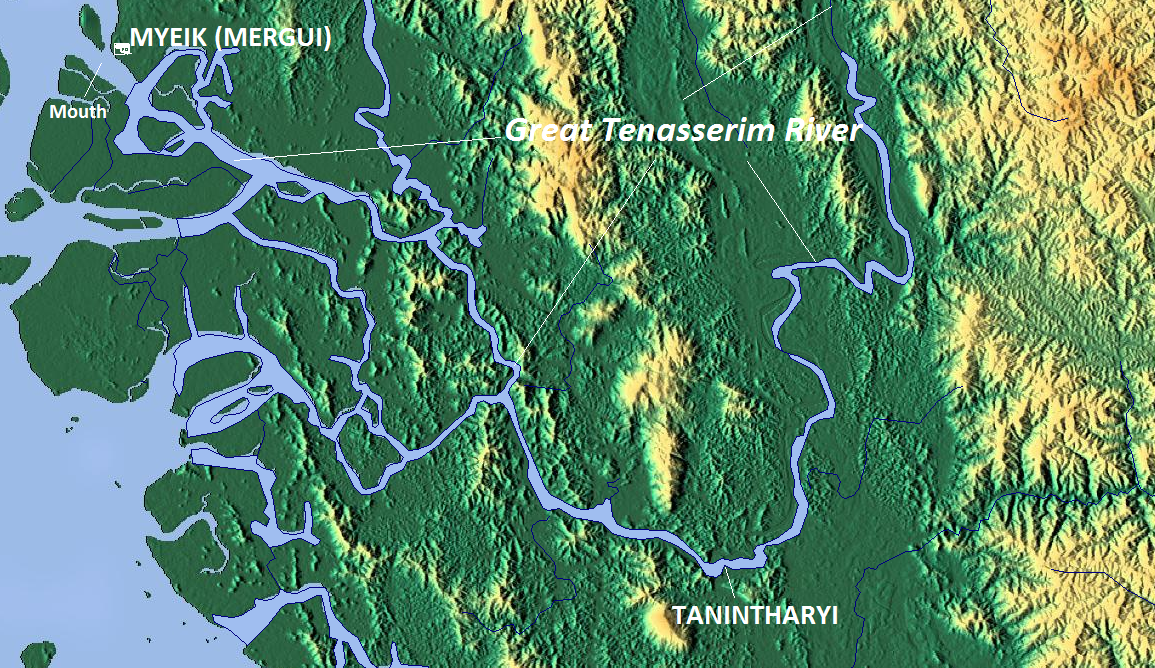
Mapa mostrando a cidade e o rio.

Tanintharyi fica na margem sul do rio Grande Tenasserim, protegida por uma pequena península, com o rio Grande Tenasserim ao norte e a oeste e o rio Pequeno Tenasserim a leste. Entre os assentamentos próximos a Tanintharyi estão: Kadaw a oeste, Mawtone do outro lado do rio, a noroeste, e Bangyok a nordeste. Caracteriza-se por uma estreita área costeira ladeada por montanhas, e está situada entre o golfo de Martaban e a Ponta Vitória, logo ao norte da linha do Equador. O terreno costeiro tem uma longa história marítima de relações comerciais com o resto do mundo, particularmente com a Índia na costa de Coromandel, com o Sião e o Oriente Médio.

## Cultura
A menos de uma milha da atual aldeia construía pelos siameses na fundação da cidade em 1383, está um grande pilar de pedra cortada grosseiramente pesando várias toneladas, que se diz ter sido o centro da cidade original. Diz a lenda que uma mulher viva foi atirada no buraco onde o pilar foi colocado e que ela se tornou o anjo da guarda da cidade.
Nos tempos antigos, aproximadamente 10 km² da cidade eram cercados por uma parede feita de tijolos e lama. Embora a parede já tenha sido desmontada e os tijolos reaproveitados em edifícios, tais como a prisão, a fundação do muro ainda pode ser vista em certos lugares. Seu prédio da prefeitura foi construído em uma colina acima da vila, e este é também o local de dois antigos pagodes.
Em 1877, a população era de aproximadamente 666 habitantes. Em 1916, a aldeia tinha aproximadamente 100 casas.

## Economia
Os recursos agrícolas da cidade incluem o cultivo da borracha e fruticultura. Fazendas de pérolas também foram criadas pelo Ministério de Minas. Tanintharyi está localizada na região de estanho do Sudeste Asiático.